# Gonzalo Frasca
Gonzalo Frasca (Montevideo, 1972) és un dissenyador de jocs i investigador acadèmic especialitzat en serious games i videojocs polítics. El seu bloc, Ludology.org, va ser una publicació important a principis dels 2000 pels investigadors acadèmics que estudien els videojocs (vegeu ludologia per més informació). Durant molts anys, Frasca, juntament amb Ian Bogost, també va publicar Watercoolergames un blog sobre serious games.
Frasca va néixer a Montevideo, Uruguai, on va establir Powerful Robot Games, un estudi de videojocs. És Cap de disseny a DragonBox, un estudi de pedagogia noruec que produeix videojocs dedicats a l'aprenentatge de matemàtiques. Frasca És també professor a la Universidad ORT Uruguai.
Dins la teoria dels jocs, Frasca pertany al grup de "ludòlegs" que consideran als videojocs simulacions basades en regles. Veuen als videojocs com el primer estimulador audiovisual per a les mases, el que significa un nou paradigma de consum i producció audiovisual.
Els estudis de Frasca són influenciats pel treball del catedràtic Espen J. Aarseth. Des del 2004 Frasca ha estudiat els jocs al Center for Computer Games Research al IT University of Copenhagen. Va rebre el seu doctorat en estudis del videojoc l'agost del 2007.
El seu joc més famós és el joc artístic, september 12, una resposta als atacs de l'11 de Setembre. Es basa en l'argument polític que una resposta militar directa només augmentarà la probabilitat de més atacs terroristes a occident. Malgrat ser polèmic al seu llançament, ara és reconegut com un exemple notable de videojoc polític i newsgame (un terme encunyat per Frasca per referir-se a un videojoc basat en notícies del moment). El 2009 va rebre el Lifetime Achievement Award per la Knight Foundation.

## Simulation versus Narrative: Introduction to Ludology(2003)
Aquesta treball expandeix en conceptes de narratologia i ludologia com formes per emmarcar anàlisi de joc. Aquests conceptes van ser establerts inicialment per Frasca al seu text de 1999 "Ludology meets Narratology: Similitude and differences between (video)games and narrative". Defineix ludologia com els elements orientats a la jugabilitat dels jocs, com mecàniques i esquemes de control. Els elements narratius proporcionen un context als elements de joc dins l'espai de joc. Com es menciona al paragraf d'introducció el text de Fraca sobre ludologia es encoratjat pel desig de corregir les insuficiència de la literatura acadèmica dels estudis de jocs. Declara que la literatura dels estudis de jocs de finals dels 1990 i principis dels 2000 impliquen el marc d'anàlisi de joc dins marcs dramatics i narratius. Això podria incloure l'estudi dels jocs juntament amb les pel·lícules i la literatura escrita. No hi havia cap model existent per considerar als jocs en el seus propis termes (és a dir jugar i interactuar); una important limitació del sector acadèmic envers el medi. La interactivitat és una aspecte intrínsec del medi però no existia cap disciplina acadèmica formal que la tractés.
Proposant un marc lúdic, Frasca pretén animar als analistes a considerar com els elements de joc interactuen i transmeten significats.
Aquest model de treball d'anàlisi del joc semblant al marc teòric d'anàlisi digital textual d'Espen Aerseth que implica la lectura de textos com sistemes cibernètics.